# Ајмарански језици
Породица ајмаранских језика је, заједно са кечуанском, једна од две доминантне аутохтоне језичке породице централних Анда. Јужни кечуански језици деле велики део вокабулара са ајмаром, али се ове сличности углавном објашњавају честим контактима тих језика.

## Подела
Постоји више подела ајмаранских језика. Следи подела према Полу Хегартију:
- Средњоајмарански
  - Хакару
  - Кавки (неки лингвисти сматрају кавки дијалектом хакаруа)
- Јужноајмарански (ајмара)
  - Ванкани
  - Тиванаку
  - Уруру

Ајмаранске језике говори око 2,2 милиона људи, од којих огромна већина ајмару. Говоре се у Боливији, Перуу и мањим делом у Чилеу и Аргентини.